# Saurauia pseudoleucocarpa
Saurauia pseudoleucocarpa är en tvåhjärtbladig växtart som beskrevs av Buscal. Saurauia pseudoleucocarpa ingår i släktet Saurauia och familjen Actinidiaceae. Inga underarter finns listade i Catalogue of Life.